# Aphantaulax trifasciata
Aphantaulax trifasciata és una espècie d'aranya araneomorfa de la família dels gnafòsids (Gnaphosidae). Fou descrita per primera vegada l'any 1872 per O. Pickard-Cambridge.

## Subespècies
- Aphantaulax trifasciata trifasciata (O. P.-Cambridge, 1872) (Zona paleàrtica)
- Aphantaulax trifasciata trimaculata Simon, 1878 (França)

## Descripció
Les femelles d' Aphantaulax trifasciata poden arribar a mesurar uns 6–10 mil·límetres, i els mascles, de 4–7 mil·límetres. El cos és oblong-ovalat, estret i amb senyals al darrere. El color de cos és negre, amb una banda ampla transversal de pèls blancs en el marge de l'abdomen, una segona banda transversal incompleta al mig de l'abdomen i una ratlla blanca longitudinal en el cefalotòrax. Les potes són grogues-marronoses.

## Distribució
Aquesta espècie és present a la zona paleàrtica, però absent d'Europa Central, Gran Bretanya i Escandinàvia.

## Hàbitat
Aquestes aranyes poden ser vistes sota roques i fulles, principalment en la costa marina o riberes. Normalment cacen de nit.